# Taco de bilhar

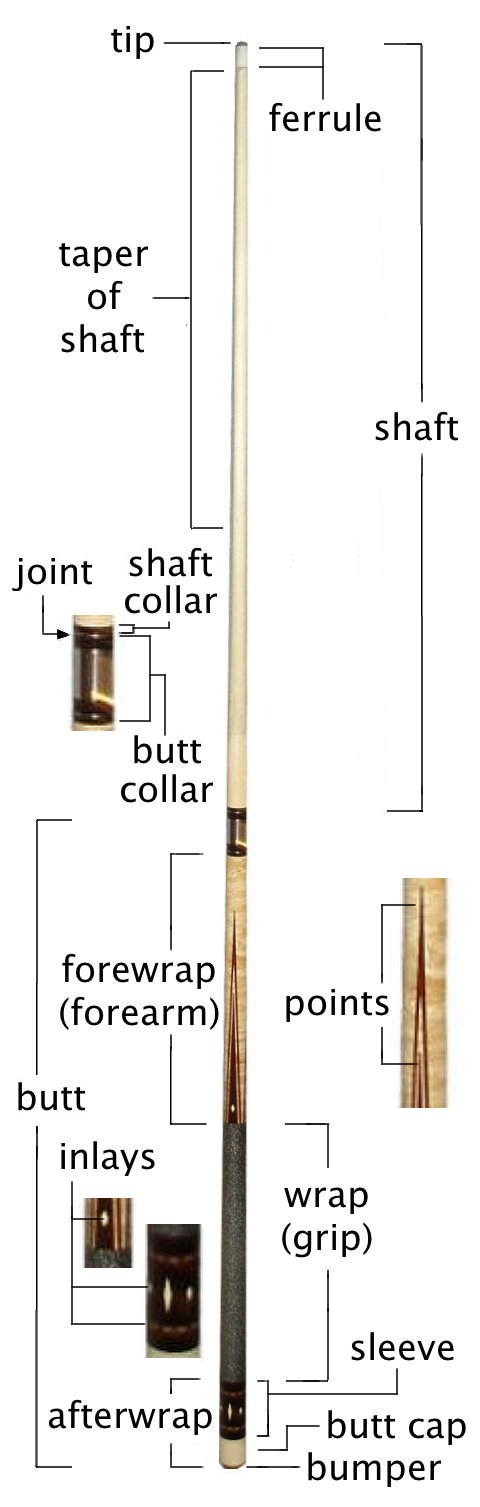

Um taco de bilhar, é um objecto utilizado para a prática do snooker, do pool e da carambola. O taco de bilhar é usado para atingir a bola branca. Os tacos eram tradicionalmente feitos de madeira maple, com tamanhos entre as 57 e as 59 polegadas, cerca de 1,5 metros. Tipicamente os tacos têm um peso entre 19 e 21 onças. Os tacos de carambola são normalmente mais curtos, apesar do comprimento do taco depender bastante das estatura física do jogador. A maioria dos tacos são feitos de madeira, no entanto, ocasionalmente a madeira é coberta ou preenchida por grafite, fibra de carbono ou fibra de vidro.

## Tipos

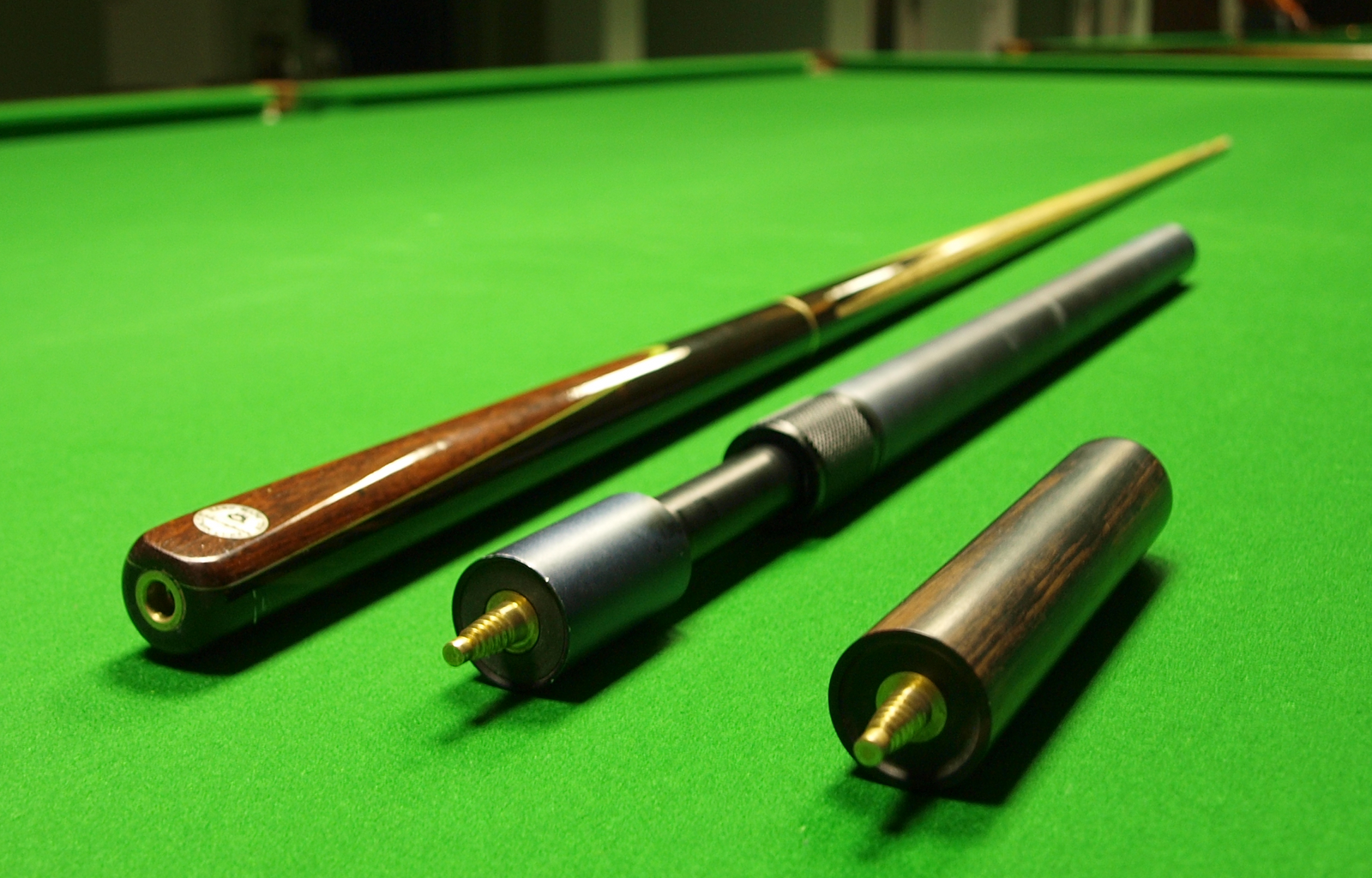
Um tipo de taco

Tal como existem várias modalidades de bilhar (snooker, pool, carambola, etc.), também existem vários tipos de taco, que se são adequados à respectiva modalidade. Os tacos, entre outras características dividem-se principalmente em tacos de 1 peça e em tacos de duas peças. Os tacos de 1 peça são normalmente usados em salões de bilhares devido ao seu baixo preço. Os tacos de duas peças são normalmente mais caros e mais fáceis de transportar.

### Snooker
Os tacos usados para snooker, são normalmente mais curtos que as 59 polegadas, porém podem ser usadas extensões que são adicionadas no butt, por meio de uma rosca. As varas dos tacos de snooker são normalmente mais longas que as dos tacos de Pool e de Carambola, sendo que a rosca que divide o taco em duas peças, é colocada mais perto do butt, do que a dos tacos das outras modalidades.

### Pool
Os tacos de pool são tipicamente de duas peças, feitos de madeira maple, com uma virola de fibra de vidro ou de resina fenólica (o mesmo material de que são feitas a bolas de bilhar). A rosca normalmente tem um colar de metal ou madeira. Os tacos de pool têm normalmente 59 polegadas de comprimento, pesos entre 18 e 21 onças e uma sola de 12 a 14 milímetros de diâmetro.

### Carambola
Os tacos de carambola são normalmente mais curtos, mais leves e com uma virola mais curta que os tacos de pool. Não costumam ter colares na rosca, que costuma ser de madeira e tipicamente têm uma sola de 11-12 milímetros. Os tacos de carambola de melhor qualidade são feitos à mão.